# David Neff
David Neff (* 1970, Praha) je český fotograf.

## Životopis
Fotografování se věnuje od dětství, jeho prvním učitelem byl jeho otec Ondřej Neff. Vystudoval Střední grafickou školu v Praze, obor užitá fotografie. Věnuje se zejména reportážní, ale i ateliérové fotografii.
Krátce po roce 1989 začal spolupracovat s redakcí Mladá fronta DNES, v roce 1991 se stal stálým redakčním fotografem. Pracoval ve válečných konfliktech v bývalé Jugoslávii, v Sovětském svazu, v Iráku a Afghánistánu. V únoru 2021 se stal vedoucím týmu fotografů Seznam Zpráv.
Je držitelem několika cen v soutěži Czech Press Photo včetně hlavní ceny Fotografie roku.
Na jaře v roce 2022 fotograficky dokumentoval následky Ruské války na Ukrajině.

## Galerie

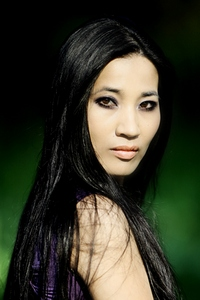
David Neff: Fotografka Nguyen Phuong Thao
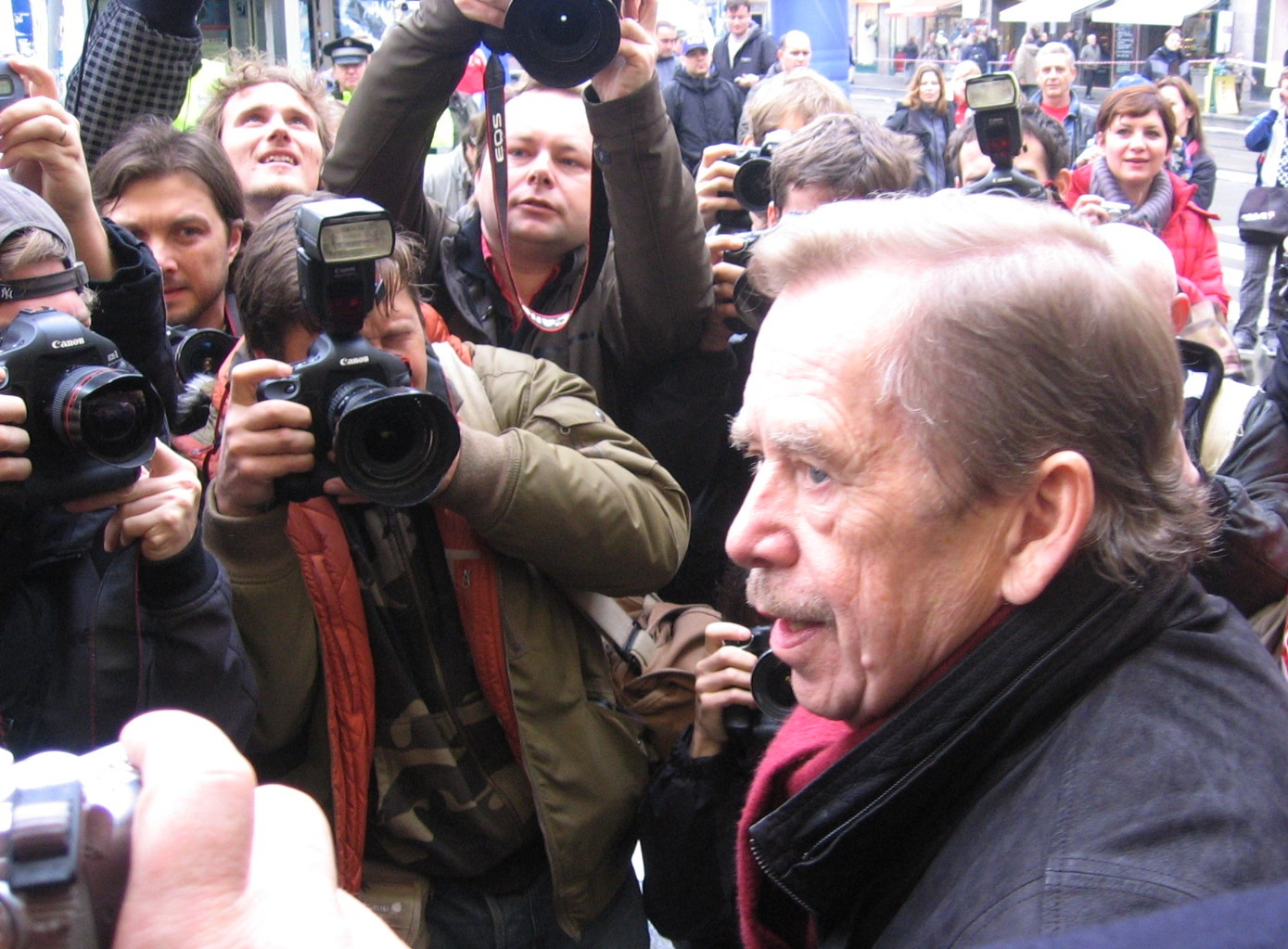
David Neff fotografuje Václava Havla